# 山西商报
《山西商报》创刊于1994年，是《太原日报》的第一份综合性子报，以經濟、生活方面的報導为主，編輯部在山西省太原市。《山西商报》创刊时由山西省商贸厅主管、主办，2000年5月8日改由太原日报社主管、主办。